# Bolívar (Urugwaj)
Bolívar – miasto w Urugwaju, w departamencie Canelones.